# Шентюр (община)
Община Шентюр (словен. Občina Šentjur) — одна з общин в центральній Словенії. Адміністративним центром є місто Шентюр. Община розвиває сучасне сільськогосподарське виробництво, художні ремесла, виробництво та інші.

## Населення
У 2011 році в общині проживало 18889 осіб, 9383 чоловіків і 9506 жінок. Чисельність економічно активного населення (за місцем проживання), 7894 осіб. Середня щомісячна чиста заробітна плата одного працівника (EUR), 870,21 (в середньому по Словенії 987.39). Приблизно кожен другий житель у громаді має автомобіль (53 автомобілі на 100 жителів). Середній вік жителів склав 40,8 роки (в середньому по Словенії 41.8). 